# ロース

日本式の牛肉の部位。この図の場合、ロースは肩ロース、リブロース、サーロイン、ヒレに相当する。

ロースあるいはロース肉（ロースにく）とは、牛肉・豚肉・羊肉などの食肉の、肩から腰にかけての背肉の部分をいう。
脂身に甘みがあり、赤身の部分も非常に柔らかな食感があるため、ヒレ以上に優れた部位とする評価も存在する。

## 語源
日本語の「ロース」は英語の roast（ロースト）から転訛した語であり、「ローストに適した肉の部位」という意味を表している。英語では loin（ロイン）や sirloin（サーロイン）がロースに相当するとされることがあるが、loin は「肋骨と骨盤の間の、背骨の両側の肉」つまり「腰肉」を指し、さらに sirloin は loin の一部分を指す言葉であり、肩から腰までを指す日本語のロースとは必ずしも一致しない。

## 種類

### 牛肉
牛かたロース
かたロースは、背骨の両側にそって前後についているロースの最も頭に近い部分とそれに接するばら肉に近い部分などの周辺の筋肉を含む。
人を乗せる鞍を牛や馬に乗せたときに、その下の部分の肉であるためクラシタ（鞍下）、鞍下肉とも呼ばれる。
牛リブロース
リブロースは、かたロースに続くロースとその周辺の筋肉を含む。最も厚みのあるロース部分で、霜降りになりやすい部位。きめが細かく肉質も良い。
なお、肋骨が付いた状態で切り分けられた肉はチョップという。
日本の食肉小売品質基準において定められている牛肉の部位表示では、牛かたロースと牛リブロースは異なる部位である。小売店で販売する際には、牛かたロース、牛リブロース、サーロイン、牛ヒレの混合肉を「牛ロース」と表示できる。

### 豚肉
| アメリカ式の豚肉部位 |  | イギリス、オセアニア式の豚肉部位 |
| アメリカ式の豚肉部位 |  | イギリス、オセアニア式の豚肉部位 |

かたロース
アメリカ合衆国の部位ではバット（butt）に相当する。
脂肪は粗い網状に混ざっており、濃厚でコクのある味の部位。
ロース
アメリカ合衆国、イギリス、オセアニアの部位でローイン（loin）に相当する。
豚ヒレにならぶ最上級の部位であり、肉質はきめ細かく、適度に脂肪が乗っている。
日本の食肉小売品質基準において定められている豚肉の部位表示では、豚かたロース、豚ロース、豚ヒレは異なる部位である。小売店で販売する際には、豚かたロース、豚ロース、豚ヒレの混合肉を「豚ロース」と表示できる。

### 羊肉

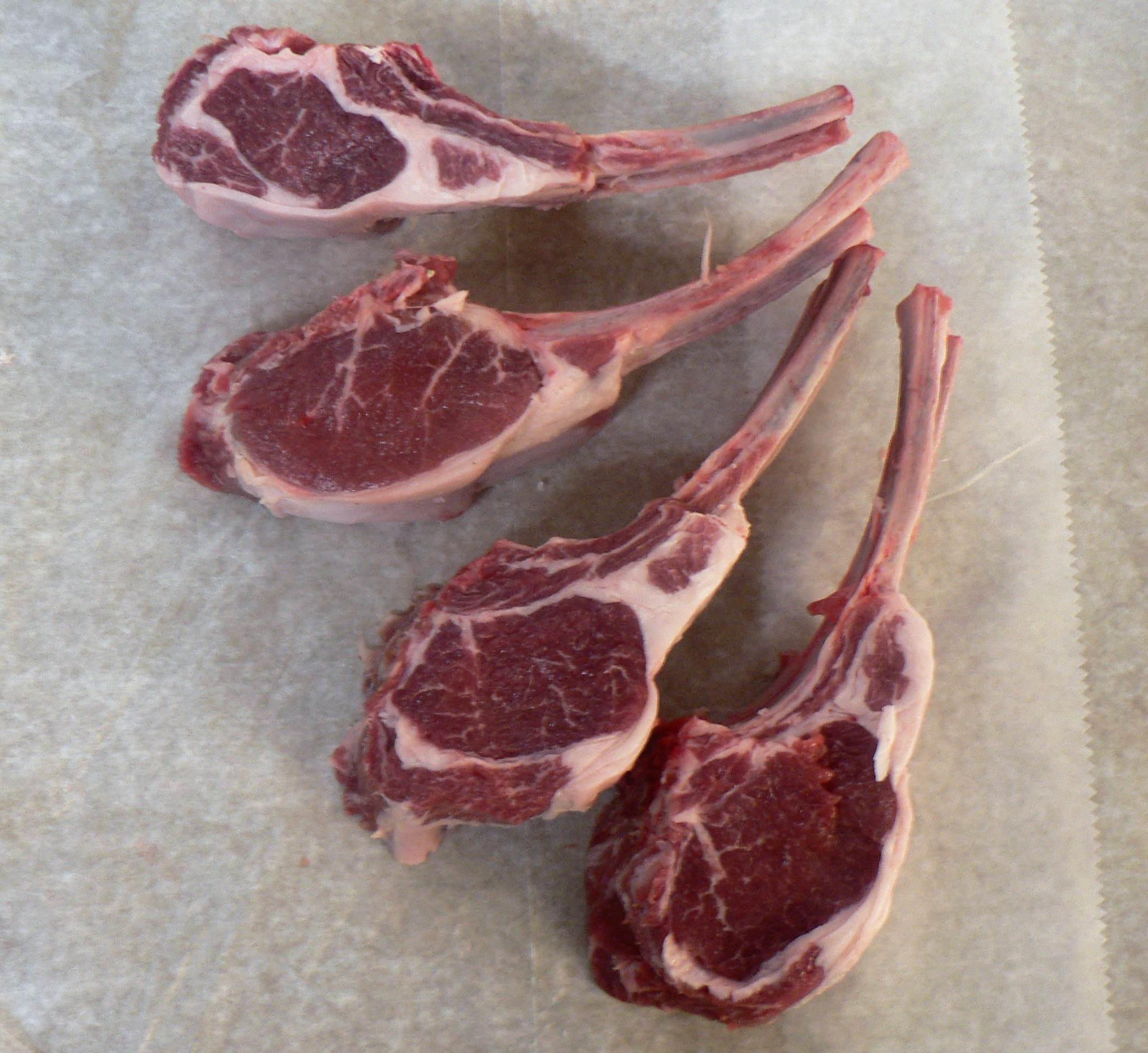
ラムチョップ

ロース
肉質は柔らかく、羊肉の中でも高価な部位になる。骨付きのロースは「フレンチラック」と呼ばれていて、これを肋骨ごとにカットしたものが「ラムチョップ」と呼ばれる。
肩ロース
赤身と脂肪のバランスが良い部位で、柔らかい。

## ロース表記問題
日本の焼肉業界では第二次世界大戦後から定着してきた慣行として、もも（腿）やランプなどの赤身肉を「ロース」、リブロースやサーロインなど本来ロースに当たる部位を「上ロース」と表示していたが、2010年10月7日に消費者庁はこれが景品表示法違反であるとして全国焼肉協会、日本フードサービス協会等の業界全体に対し表記見直しを求めた。